# 尹明運
尹 明運（ユン・ミョンウン、朝鮮語: 윤명운/尹明運、1911年10月11日 - 1981年4月3日）は、大韓民国の政治家。第4・5代韓国国会議員。本貫は坡平尹氏。

## 経歴
黄海道平山郡生まれ、京城府出身。京城鉄道学校（現・韓国交通大学校）を経て、国立警察専門学校（現・警察人材開発院）分科卒業。永登浦警察署長、鍾路警察署長、城東警察署長、治安局情報捜査・警務課長、内務部治安局太白山地区警察戦闘司令官を経て、1952年9月8日にソウル特別市警察局長に任命された。
1958年の第4代総選挙と1960年の第5代総選挙に民主党の公認で立候補して当選し、国会議員を連続2期務めた。他に民主党中央委員、民主党院内副総務、内務省政務次官を務めたことがある。
1981年4月3日、龍山区の自宅にて持病により死去した。71歳没。